# Box-office au Canada et aux États-Unis de 2000 à 2009
Ce classement repose uniquement sur les films sorti entre l'année 2000 et 2009 ayant dépassé 100 000 000 $.
| Rang | Titre                                                                  | Année | Réalisateur                                  | Recettes        |
| ---- | ---------------------------------------------------------------------- | ----- | -------------------------------------------- | --------------- |
| 1.   | Avatar                                                                 | 2009  | James Cameron                                | 760 507 625 $   |
| 2.   | The Dark Knight : Le Chevalier noir                                    | 2008  | Christopher Nolan                            | 534 858 444 $   |
| 3.   | Shrek 2                                                                | 2004  | Andrew Adamson,Kelly Asbury et Conrad Vernon | 441 226 247 $   |
| 4.   | Pirates des Caraïbes : Le Secret du coffre maudit                      | 2006  | Gore Verbinski                               | 423 315 812 $   |
| 5.   | Spider-Man                                                             | 2002  | Sam Raimi                                    | 403 706 375 $   |
| 6.   | Transformers 2 : La Revanche                                           | 2009  | Michael Bay                                  | 402 111 870 $   |
| 7.   | Le Monde de Nemo                                                       | 2003  | Andrew Stanton et Lee Unkrich                | 339 714 978 $   |
| 8.   | Star Wars, épisode III : La Revanche des Sith                          | 2005  | George Lucas                                 | 380 270 577 $   |
| 9.   | Le Seigneur des anneaux : Le Retour du roi                             | 2003  | Peter Jackson                                | 377 845 905 $   |
| 10.  | Spider-Man 2                                                           | 2004  | Sam Raimi                                    | 373 585 825 $   |
| 11.  | La Passion du Christ                                                   | 2004  | Mel Gibson                                   | 370 782 930 $   |
| 12.  | Le Seigneur des anneaux : Les Deux Tours                               | 2002  | Peter Jackson                                | 342 551 365 $   |
| 13.  | Spider-Man 3                                                           | 2007  | Sam Raimi                                    | 336 530 303 $   |
| 14.  | Shrek le troisième                                                     | 2007  | Chris Miller                                 | 322 719 944 $   |
| 15.  | Transformers                                                           | 2007  | Michael Bay                                  | 319 246 193 $   |
| 17.  | Iron Man                                                               | 2008  | Jon Favreau                                  | 318 412 101 $   |
| 18.  | Harry Potter à l'école des sorciers                                    | 2001  | Chris Columbus                               | 317 575 550 $   |
| 19.  | Indiana Jones et le Royaume du crâne de cristal                        | 2008  | Steven Spielberg                             | 317 101 119 $   |
| 20.  | Le Seigneur des anneaux : La Communauté de l'anneau                    | 2001  | Peter Jackson                                | 315 544 750 $   |
| 21.  | Star Wars, épisode II : L'Attaque des clones                           | 2002  | George Lucas                                 | 310 676 740 $   |
| 22.  | Pirates des Caraïbes : Jusqu'au bout du monde                          | 2007  | Gore Verbinski                               | 309 420 425 $   |
| 23.  | Pirates des Caraïbes : La Malédiction du Black Pearl                   | 2003  | Gore Verbinski                               | 305 413 918 $   |
| 24.  | Harry Potter et le Prince de sang-mêlé                                 | 2009  | David Yates                                  | 301 959 197 $   |
| 25.  | Twilight, chapitre II : Tentation                                      | 2009  | Chris Weitz                                  | 296 623 634 $   |
| 26.  | Là-haut                                                                | 2009  | Pete Docter et Bob Peterson                  | 293 004 164 $   |
| 27.  | Harry Potter et l'Ordre du phénix                                      | 2007  | David Yates                                  | 292 004 738 $   |
| 28.  | Le Monde de Narnia : Le Lion, la Sorcière blanche et l'Armoire magique | 2005  | Andrew Adamson                               | 291 710 957 $   |
| 29.  | Harry Potter et la Coupe de feu                                        | 2005  | Mike Newell                                  | 290 013 036 $   |
| 30.  | Monstres et Cie                                                        | 2001  | Pete Docter et Lee Unkrich                   | 289 916 256 $   |
| 31.  | Matrix Reloaded                                                        | 2003  | Andy et Larry Wachowski                      | 281 576 461 $   |
| 32.  | Mon beau-père, mes parents et moi                                      | 2004  | Jay Roach                                    | 279 261 160 $   |
| 33.  | Very Bad Trip                                                          | 2009  | Todd Phillips                                | 277 322 503 $   |
| 34.  | Shrek                                                                  | 2001  | Andrew Adamson                               | 267 665 011 $   |
| 35.  | Harry Potter et la Chambre des secrets                                 | 2002  | Chris Columbus                               | 261 988 482 $   |
| 36.  | Les Indestructibles                                                    | 2004  | Brad Bird                                    | 261 441 092 $   |
| 37.  | Le Grinch                                                              | 2000  | Ron Howard                                   | 260 044 825 $   |
| 38.  | Star Trek                                                              | 2009  | J. J. Abrams                                 | 257 730 019 $   |
| 39.  | Je suis une légende                                                    | 2007  | Francis Lawrence                             | 256 393 010 $   |
| 40.  | The Blind Side                                                         | 2009  | John Lee Hancock                             | 255 959 475 $   |
| 41.  | La Nuit au musée                                                       | 2006  | Shawn Levy                                   | 250 863 268 $   |
| 42.  | Harry Potter et le Prisonnier d'Azkaban                                | 2004  | Alfonso Cuarón                               | 249 541 069 $   |
| 43.  | Cars                                                                   | 2006  | John Lasseter                                | 244 082 982 $   |
| 44.  | Bruce tout-puissant                                                    | 2003  | Tom Shadyac                                  | 242 829 261 $   |
| 45.  | Mariage à la grecque                                                   | 2002  | Nia Vardalos                                 | 2 410 438 208 $ |
| 46.  | X-Men : L'Affrontement final                                           | 2006  | Brett Ratner                                 | 234 362 462 $   |
| 47.  | La Guerre des mondes                                                   | 2005  | Steven Spielberg                             | 234 280 354 $   |
| 48.  | Seul au monde                                                          | 2000  | Robert Zemeckis                              | 233 632 142 $   |
| 49.  | Signes                                                                 | 2002  | M. Night Shyamalan                           | 227 966 634 $   |
| 50.  | Hancock                                                                | 2008  | Peter Berg                                   | 227 946 274 $   |
| 51.  | La Vengeance dans la peau                                              | 2007  | Paul Greengrass                              | 227 471 070 $   |
| 52.  | Rush Hour 2                                                            | 2001  | Brett Ratner                                 | 226 164 286 $   |
| 53.  | WALL-E                                                                 | 2008  | Andrew Stanton                               | 223 808 164 $   |
| 54.  | Benjamin Gates et le Livre des secrets                                 | 2007  | Jon Turteltaub                               | 223 808 164 $   |
| 55.  | Alvin et les Chipmunks 2                                               | 2009  | Betty Thomas                                 | 219 614 612 $   |
| 56.  | King Kong                                                              | 2005  | Peter Jackson                                | 218 080 025 $   |
| 57.  | Da Vinci Code                                                          | 2006  | Ron Howard                                   | 217 536 138 $   |
| 58.  | Alvin et les Chipmunks                                                 | 2007  | Tim Hill                                     | 217 326 974 $   |
| 59.  | Kung Fu Panda                                                          | 2008  | Mark Osborne et John Stevenson               | 215 434 591 $   |
| 60.  | Mission impossible 2                                                   | 2000  | John Woo                                     | 215 409 889 $   |
| 61.  | X-Men 2                                                                | 2003  | Bryan Singer                                 | 214 949 694 $   |
| 62.  | Austin Powers dans Goldmember                                          | 2002  | Jay Roach                                    | 213 307 889 $   |
| 63.  | 300                                                                    | 2007  | Zack Snyder                                  | 210 614 939 $   |
| 64.  | Serial noceurs                                                         | 2005  | David Dobkin                                 | 209 255 921 $   |
| 65.  | Sherlock Holmes                                                        | 2009  | Guy Ritchie                                  | 209 028 679 $   |
| 66.  | Batman Begins                                                          | 2005  | Christopher Nolan                            | 206 852 432 $   |
| 67.  | Charlie et la Chocolaterie                                             | 2005  | Tim Burton                                   | 206 459 076 $   |
| 68.  | Ratatouille                                                            | 2007  | Brad Bird                                    | 206 445 654 $   |
| 69.  | Le Retour de la momie                                                  | 2001  | Stephen Sommers                              | 202 019 785 $   |
| 70.  | Superman Returns                                                       | 2006  | Bryan Singer                                 | 200 081 192 $   |
| 71.  | Pearl Harbor                                                           | 2001  | Michael Bay                                  | 198 542 554 $   |
| 72.  | Monstres contre Aliens                                                 | 2009  | Rob Letterman et Conrad Vernon               | 198 351 526 $   |
| 73.  | Happy Feet                                                             | 2006  | George Miller                                | 198 000 317 $   |
| 74.  | L'Âge de glace 3                                                       | 2009  | Carlos Saldanha                              | 196 573 705 $   |
| 75.  | L'Âge de glace 2                                                       | 2006  | Carlos Saldanha                              | 195 330 621 $   |
| 76.  | Madagascar                                                             | 2006  | Eric Darnell et Tom McGrath                  | 193 595 521 $   |
| 77.  | Twilight, chapitre I : Fascination                                     | 2008  | Catherine Hardwicke                          | 192 769 854 $   |
| 78.  | Men in Black 2                                                         | 2002  | Barry Sonnenfeld                             | 190 418 803 $   |
| 79.  | Gladiator                                                              | 2000  | Ridley Scott                                 | 187 705 427 $   |
| 80.  | Le Jour d'après                                                        | 2004  | Roland Emmerich                              | 186 740 799 $   |
| 81.  | M.. et Mrs. Smith                                                      | 2005  | Doug Liman                                   | 186 336 279 $   |
| 82.  | Ocean's Eleven                                                         | 2001  | Steven Soderbergh                            | 183 417 150 $   |
| 83.  | Le Pôle express                                                        | 2004  | Robert Zemeckis                              | 183 373 735 $   |
| 84.  | Les Simpson, le film                                                   | 2007  | David Silverman                              | 183 135 014 $   |
| 85.  | Ce que veulent les femmes                                              | 2000  | Nancy Meyers                                 | 182 811 707 $   |
| 86.  | En pleine tempête                                                      | 2000  | Wolfgang Petersen                            | 182 618 434 $   |
| 87.  | Jurassic Park 3                                                        | 2001  | Joe Johnston                                 | 181 171 875 $   |
| 88.  | La Planète des singes                                                  | 2001  | Tim Burton                                   | 180 011 740 $   |
| 89.  | Madagascar 2 : La Grande Évasion                                       | 2008  | Eric Darnell et Tom McGrath                  | 180 010 950 $   |
| 90.  | X-Men Origins: Wolverine                                               | 2009  | Gavin Hood                                   | 179 883 157 $   |
| 91.  | Hitch, expert en séduction                                             | 2005  | Andy Tennant                                 | 179 495 555 $   |
| 92.  | La Nuit au musée 2                                                     | 2009  | Shawn Levy                                   | 179 495 555 $   |
| 93.  | L'Âge de glace                                                         | 2002  | Chris Wedge et Carlos Saldanha               | 176 387 405 $   |
| 94.  | La Mort dans la peau                                                   | 2004  | Paul Greengrass                              | 176 241 941 $   |
| 95.  | Elfe                                                                   | 2003  | Jon Favreau                                  | 173 398 518 $   |
| 96.  | Un homme d'exception                                                   | 2001  | Ron Howard                                   | 170 742 341 $   |
| 97.  | Chicago                                                                | 2002  | Rob Marshall                                 | 170 687 518 $   |
| 98.  | Quantum of Solace                                                      | 2008  | Marc Forster                                 | 168 368 427 $   |
| 99.  | Bande de sauvages                                                      | 2007  | Walter Becker                                | 168 273 550 $   |
| 100. | Casino Royale                                                          | 2006  | Martin Campbell                              | 167 445 960 $   |
| 101. | Mon beau-père et moi                                                   | 2000  | Jay Roach                                    | 166 244 045 $   |
| 102. | 2012                                                                   | 2009  | Roland Emmerich                              | 166 112 167 $   |
| 103. | Hannibal                                                               | 2001  | Ridley Scott                                 | 165 092 268 $   |
| 104. | Arrête-moi si tu peux                                                  | 2002  | Steven Spielberg                             | 164 615 351 $   |
| 105. | La Proposition                                                         | 2009  | Anne Fletcher                                | 163 958 031 $   |
| 106. | À la recherche du bonheur                                              | 2006  | Gabriel Muccino                              | 169 566 459 $   |
| 107. | Meurs un autre jour                                                    | 2002  | Lee Tamahori                                 | 160 942 139 $   |
| 108. | Gang de requins                                                        | 2004  | Rob Letterman                                | 160 861 908 $   |
| 109. | Mi-temps au mitard                                                     | 2005  | Peter Segal                                  | 158 119 460 $   |
| 110. | X-Men                                                                  | 2000  | Bryan Singer                                 | 157 299 717 $   |
| 111. | Scary Movie                                                            | 2000  | Keenen Ivory Wayans                          | 157 019 771 $   |
| 112. | Apparences                                                             | 2000  | Robert Zemeckis                              | 155 464 351 $   |
| 113. | Fast and Furious 4                                                     | 2009  | Justin Lin                                   | 155 064 265 $   |
| 114. | Nos voisins, les hommes                                                | 2006  | Lorne Cameron et Karey Kirkpatrick           | 155 019 340 $   |
| 115. | Les Quatre Fantastiques                                                | 2005  | Tim Story                                    | 154 696 080 $   |
| 116. | Horton                                                                 | 2008  | Jimmy Hayward                                | 154 529 439 $   |
| 117. | Scooby-Doo                                                             | 2002  | Raja Gosnell                                 | 153 294 164 $   |
| 118. | Sex and the City, le film                                              | 2008  | Michael Patrick King                         | 152 647 258 $   |
| 119. | Terminator 3 : Le Soulèvement des machines                             | 2003  | Jonathan Mostow                              | 150 371 112 $   |
| 120. | G.I. Joe : Le Réveil du Cobra                                          | 2009  | Stephen Sommers                              | 150 201 498 $   |
| 121. | En cloque, mode d'emploi                                               | 2007  | Judd Apatow                                  | 148 768 917 $   |
| 122. | Ricky Bobby : Roi du circuit                                           | 2006  | Adam McKay                                   | 148 213 377 $   |
| 123. | Gran Torino                                                            | 2008  | Clint Eastwood                               | 148 095 302 $   |
| 124. | Paul Blart : Super Vigile                                              | 2009  | Steve Carr                                   | 146 336 178 $   |
| 125. | Lilo et Stitch                                                         | 2002  | Dean DeBlois et Chris Sanders                | 145 794 338 $   |
| 126. | American Pie 2                                                         | 2001  | James B. Rogers                              | 145 103 595 $   |
| 127. | Taken                                                                  | 2009  | Pierre Morel (cinéaste)Pierre Morel          | 145 000 989 $   |
| 128. | I, Robot                                                               | 2004  | Alex Proyas                                  | 144 801 023 $   |
| 129. | Fast and Furious                                                       | 2001  | Rob Cohen                                    | 144 533 925 $   |
| 130. | Mamma Mia !                                                            | 2008  | Phyllida Lloyd                               | 144 130 063 $   |
| 131. | Juno                                                                   | 2007  | Jason Reitman                                | 143 495 265 $   |
| 132. | Marley et moi                                                          | 2008  | David Frankel                                | 143 153 751 $   |
| 133. | XXX                                                                    | 2002  | Rob Cohen                                    | 142 109 382 $   |
| 134. | Le Monde de Narnia : Le Prince Caspian                                 | 2008  | Andrew Adamson                               | 141 621 490 $   |
| 135. | Slumdog Millionaire                                                    | 2008  | Danny Boyle                                  | 141 319 928 $   |
| 136. | Rush Hour 3                                                            | 2007  | Brett Ratner                                 | 140 125 968 $   |
| 137. | Matrix Revolutions                                                     | 2003  | Andy et Lana Wachowski                       | 139 313 948 $   |
| 138. | Hyper Noël                                                             | 2002  | Michael Lembeck                              | 139 236 327 $   |
| 139. | Treize à la douzaine                                                   | 2003  | Shawn Levy                                   | 138 614 544 $   |
| 140. | Bad Boys 2                                                             | 2003  | Michael Bay                                  | 138 608 444 $   |
| 141. | Le Drôle de Noël de Scrooge                                            | 2009  | Robert Zemeckis                              | 137 855 863 $   |
| 142. | Dinosaure                                                              | 2000  | Ralph Zondag et Eric Leighton                | 137 748 063 $   |
| 143. | Click : Télécommandez votre vie                                        | 2006  | Frank Coraci                                 | 137 355 633 $   |
| 144. | Self Control                                                           | 2003  | Peter Segal                                  | 135 645 823 $   |
| 145. | Chiken little                                                          | 2005  | Mark Dindal                                  | 135 386 665 $   |
| 146. | L'Incroyable Hulk                                                      | 2008  | Louis Leterrier                              | 134 806 913 $   |
| 147. | Die Hard 4 : Retour en enfer                                           | 2007  | Len Wiseman                                  | 134 529 403 $   |
| 148. | Wanted : Choisis ton destin                                            | 2008  | Timur Bekmambetov                            | 134 508 551 $   |
| 149. | Mission impossible 3                                                   | 2006  | J. J. Abrams                                 | 134 029 801 $   |
| 150. | Troie                                                                  | 2004  | Wolfgang Petersen                            | 133 378 256 $   |
| 151. | Anges et Démons                                                        | 2009  | Ron Howard                                   | 133 375 846 $   |
| 152. | Bronx à Bel Air                                                        | 2003  | Adam Shankman                                | 132 716 677 $   |
| 153. | Les Infiltrés                                                          | 2006  | Martin Scorsese                              | 132 384 315 $   |
| 154. | Hulk                                                                   | 2003  | Ang Lee                                      | 132 177 234 $   |
| 155. | Minority Report                                                        | 2002  | Steven Spielberg                             | 132 072 926 $   |
| 156. | Les Quatre Fantastiques et le Surfer d'argent                          | 2007  | Tim Story                                    | 131 921 738 $   |
| 157. | Lara Croft: Tomb Raider                                                | 2001  | Simon West                                   | 131 168 070 $   |
| 158. | Max la Menace                                                          | 2008  | Peter Segal                                  | 130 319 208 $   |
| 159. | American Gangster                                                      | 2007  | Ridley Scott                                 | 130 164 645 $   |
| 160. | Le Cercle                                                              | 2002  | Gore Verbinski                               | 129 128 133 $   |
| 161. | Borat                                                                  | 2006  | Larry Charles                                | 128 505 958 $   |
| 162. | Robots                                                                 | 2005  | Chris Wedge et Carlos Saldanha               | 128 200 012 £   |
| 163. | Tigre et Dragon                                                        | 2000  | Ang Lee                                      | 128 078 872 $   |
| 164. | Il était une fois                                                      | 2007  | Kevin Lima                                   | 127 807 262 $   |
| 165. | L'Étrange Histoire de Benjamin Button                                  | 2008  | David Fincher                                | 127 509 326     |
| 166. | Fashion victime                                                        | 2002  | Andy Tennant                                 | 127 223 418 $   |
| 167. | 2 Fast 2 Furious                                                       | 2003  | John Singleton                               | 127 154 901 $   |
| 168. | Bee Movie : Drôle d'abeille                                            | 2007  | Simon J. Smith et Steve Hickner              | 126 631 277 $   |
| 169. | Les Aventures de Mister Deeds                                          | 2002  | Steven Brill                                 | 126 293 452 $   |
| 170. | Erin Brockovich, seule contre tous                                     | 2000  | Steven Soderbergh                            | 125 595 205 $   |
| 171. | Ocean's Twelve                                                         | 2004  | Steven Soderbergh                            | 125 544 280 $   |
| 172. | Terminator Renaissance                                                 | 2009  | McG                                          | 125 322 469 $   |
| 173. | Charlie et ses drôles de dames                                         | 2000  | McG                                          | 125 305 545 $   |
| 174. | Tempête de boulettes géantes                                           | 2009  | Phil Lord et Chris Miller                    | 124 870 275 $   |
| 175. | Le Diable s'habille en Prada                                           | 2006  | David Frankel                                | 124 740 460 $   |
| 176. | Tout peut arriver                                                      | 2003  | Nancy Meyers                                 | 124 728 738 $   |
| 177. | Traffic                                                                | 2000  | Steven Soderbergh                            | 124 115 725 $   |
| 178. | La Famille foldingue                                                   | 2000  | Peter Segal                                  | 123 309 890 $   |
| 179. | La Mémoire dans la peau                                                | 2002  | Doug Liman                                   | 121 661 683 $   |
| 180. | SuperGrave                                                             | 2007  | Greg Mottola                                 | 121 463 226 $   |
| 181. | Amour et Amnésie                                                       | 2004  | Peter Segal                                  | 120 908 074 $   |
| 182. | Inglourious Basterds                                                   | 2009  | Quentin Tarantino                            | 120 540 719 $   |
| 183. | Pur Sang, la légende de Seabiscuit                                     | 2003  | Gary Ross                                    | 120 277 854 $   |
| 184. | Van Helsing                                                            | 2004  | Stephen Sommers                              | 120 177 084 $   |
| 185. | Tout... sauf en famille                                                | 2008  | Seth Gordon                                  | 120 146 040 $   |
| 186. | Quand Chuck rencontre Larry                                            | 2007  | Dennis Dugan                                 | 120 059 556 $   |
| 187. | Walk the Line                                                          | 2005  | James Mangold                                | 119 519 402 $   |
| 188. | Mission-G                                                              | 2009  | Hoyt Yeatman                                 | 119 436 770 $   |
| 189. | Fahrenheit 9/11                                                        | 2004  | Michael Moore                                | 119 194 771 $   |
| 190. | La Somme de toutes les peurs                                           | 2002  | Phil Alden Robinson                          | 118 907 036 $   |
| 191. | Hairspray                                                              | 2007  | Adam Shankman                                | 118 871 849 $   |
| 192. | La Rupture                                                             | 2006  | Peyton Reed                                  | 118 703 275 $   |
| 193. | Les Désastreuses Aventures des orphelins Baudelaire                    | 2004  | Brad Silberling                              | 118 634 549 $   |
| 194. | Les Rois du patin                                                      | 2007  | Josh Gordon et Will Speck                    | 118 594 548 $   |
| 195. | Big Mamma                                                              | 2000  | Raja Gosnell                                 | 117 559 438 $   |
| 196. | Ocean's Thirteen                                                       | 2007  | Steven Soderbergh                            | 117 154 724 $   |
| 197. | S.W.A.T. unité d'élite                                                 | 2003  | Clark Johnson                                | 116 934 650 $   |
| 198. | 8 Mile                                                                 | 2002  | Curtis Hanson                                | 116 750 901 $   |
| 199. | Ghost Rider                                                            | 2007  | Mark Steven Johnson                          | 115 802 596 $   |
| 200. | Le Plus Beau des combats                                               | 2000  | Boaz Yakin                                   | 115 654 751 $   |
| 201. | District 9                                                             | 2009  | Neill Blomkamp                               | 115 646 235 $   |
| 202. | Dodgeball ! Même pas mal !                                             | 2004  | Rawson Marshall Thurber                      | 114 326 736 $   |
| 203. | Le Village                                                             | 2004  | M. Night Shyamalan                           | 114 197 520 $   |
| 204. | Volt, star malgré lui                                                  | 2008  | Dan Fogelman                                 | 114 053 579 $   |
| 205. | The Patriot, le chemin de la liberté                                   | 2000  | Roland Emmerich                              | 113 330 342     |
| 206. | Baby-Sittor                                                            | 2005  | Adam Shankman                                | 113 086 868 $   |
| 207. | Docteur Dolittle 2                                                     | 2001  | Steve Carr                                   | 112 952 899 $   |
| 208. | Pas si simple                                                          | 2009  | Nancy Meyers                                 | 112 735 375 $   |
| 209. | Spy Kids                                                               | 2001  | Robert Rodriguez                             | 112 719 001 $   |
| 210. | Spy Kids 3 : Mission 3D                                                | 2003  | Robert Rodriguez                             | 111 761 982 $   |
| 211. | Le Dernier Samouraï                                                    | 2003  | Edward Zwick                                 | 111 127 263 $   |
| 212. | Tonnerre sous les tropiques                                            | 2008  | Ben Stiller                                  | 110 515 313 $   |
| 213. | The Grudge                                                             | 2004  | Sarah Michelle Gellar                        | 110 359 362 $   |
| 214. | Braqueurs amateurs                                                     | 2005  | Dean Parisot                                 | 110 332 737 $   |
| 215. | Freaky Friday : Dans la peau de ma mère                                | 2003  | Mark S. Waters                               | 110 230 332 $   |
| 216. | Histoires enchantées                                                   | 2008  | Adam Shankman                                | 110 101 975 $   |
| 217. | Scary Movie 3                                                          | 2003  | David Zucker                                 | 110 003 217 $   |
| 218. | 40 ans, toujours puceau                                                | 2005  | Judd Apatow                                  | 109 449 237 $   |
| 219. | Thérapie de couples                                                    | 2009  | Jon Favreau et Dana Fox                      | 109 204 945 $   |
| 220. | La Chute du faucon noir                                                | 2001  | Ridley Scott                                 | 108 638 745 $   |
| 221. | Princesse malgré elle                                                  | 2001  | Garry Marshall                               | 108 248 956 $   |
| 222. | Paranormal Activity                                                    | 2009  | Oren Peli                                    | 107 918 810 $   |
| 223. | Watchmen : Les Gardiens                                                | 2009  | Zack Snyder                                  | 107 509 799 $   |
| 224. | Chicken Run                                                            | 2000  | Peter Lord                                   | 106 834 564 $   |
| 225. | Miss Détective                                                         | 2000  | Donald Petrie                                | 106 807 667 $   |
| 226. | Braquage à l'italienne                                                 | 2003  | F. Gary Gray                                 | 106 128 601 $   |
| 227. | Comment se faire larguer en 10 leçons                                  | 2003  | Donald Petrie                                | 105 813 373 $   |
| 228. | American Pie : Marions-les !                                           | 2003  | Jesse Dylan                                  | 104 565 114 $   |
| 229. | Les Sentiers de la perdition                                           | 2002  | Sam Mendes                                   | 104 454 762 $   |
| 230. | La Princesse et la Grenouille                                          | 2009  | John Musker et Ron Clements                  | 104 400 899 $   |
| 231. | École paternelle                                                       | 2003  | Steve Carr                                   | 104 297 061 $   |
| 232. | Dreamgirls                                                             | 2006  | Bill Condon                                  | 103 365 956 $   |
| 233. | Aviator                                                                | 2004  | Martin Scorsese                              | 102 610 330 $   |
| 234. | Daredevil                                                              | 2003  | Mark Steven Johnson                          | 102,543 518 $   |
| 235. | La Momie : La Tombe de l'empereur Dragon                               | 2008  | Rob Cohen                                    | 102 491 776 $   |
| 236. | Voyage au centre de la Terre                                           | 2008  | Eric Brevig                                  | 101 704,370 $   |
| 237. | 60 secondes chrono                                                     | 2000  | Dominic Sena                                 | 101 648 571 $   |
| 238. | L'Œil du mal                                                           | 2008  | D. J. Caruso                                 | 101 440 743 $   |
| 239. | Le Chat chapeauté                                                      | 2003  | Bo Welch                                     | 101 149 285 $   |
| 240. | Collatéral                                                             | 2004  | Michael Mann                                 | 101 005 703 $   |
| 241. | Charlie's Angels 2 : Les anges se déchaînent !                         | 2003  | McG                                          | 100 830 111 $   |
| 242. | Vanilla Sky                                                            | 2001  | Cameron Crowe                                | 100 618 344 $   |
| 243. | Million Dollar Baby                                                    | 2004  | Clint Eastwood                               | 100 492 203 $   |
| 244. | Frangins malgré eux                                                    | 2008  | Adam McKay                                   | 100 468 793 $   |
| 245. | Evan tout-puissant                                                     | 2007  | Tom Shadyac                                  | 100 462 298 $   |
| 246. | Rien que pour vos cheveux                                              | 2008  | Dennis Dugan                                 | 100 018 837 $   |